# (216888) Sankovich
(216888) Sankovich es un asteroide perteneciente al cinturón de asteroides, descubierto el 2 de noviembre de 2008 por Timur Kriachkov desde la Estación Zelenchukskaya, Cáucaso, Rusia.

## Designación y nombre
Designado provisionalmente como 2008 VS3. Fue llamado así por Anatoly Sankovich (n. 1960) quien es un astrónomo aficionado y fabricante de telescopios. Es uno de los promotores más activos de la astronomía amateur en Rusia, brindando una valiosa ayuda y asesoramiento a numerosos astrónomos, tanto aficionados como profesionales.

## Características orbitales
Sankovich está situado a una distancia media del Sol de 2,624 ua, pudiendo alejarse hasta 3,268 ua y acercarse hasta 1,981 ua. Su excentricidad es 0,245 y la inclinación orbital 12,068 grados. Emplea 1552,92 días en completar una órbita alrededor del Sol.
Los próximos acercamientos a la órbita de Júpiter ocurrirán el 5 de abril de 2079 y el 17 de febrero de 2139.

## Características físicas
La magnitud absoluta de Sankovich es 15,82. 